# Le Fusilier Wipf
Pour plus de détails, voir Fiche technique et Distribution.
Le Fusilier Wipf (Füsilier Wipf) est un film suisse réalisé par Hermann Haller et Leopold Lindtberg, sorti en 1938.

## Synopsis
Le 1er août 1914, des clients de salon de coiffure Wiederkehr discutent de la mobilisation générale décrétée en Allemagne, Belgique et Russie. L’armée suisse étant également mobilisée, l’aide-coiffeur Reinhold Wipf doit quitter la vie civile pour aller occuper son poste dans les troupes garde-frontières. Trimbalé entre les Alpes valaisannes, le Tessin et les forêts du Jura, le jeune soldat maladroit, timide et quelque peu efféminé devient un homme qui gagne progressivement le respect de ses camarades et de ses supérieurs hiérarchiques. Cet engagement militaire le sépare aussi de Rosa Wiederkehr, la fille  assez prétentieuse de son maître d’apprentissage, mais il connaît le grand amour avec Vreneli, toute simple et naturelle.

## Fiche technique
- Titre : Le Fusilier Wipf
- Titre original : Füsilier Wipf
- Réalisation : Hermann Haller et Leopold Lindtberg
- Scénario : Robert Faesi et Richard Schweizer
- Musique : Robert Blum
- Photographie : Emil Berna
- Montage : Hermann Haller et Käthe Mey
- Décors : Robert Furrer
- Costumes : Hans Prüfer
- Pays d'origine :  Suisse
- Genre : Film dramatique
- Format : Noir et blanc - 1,37:1 - Mono
- Durée : 116 minutes
- Date de sortie : 1938

## Distribution
- Paul Hubschmid : Reinhold Wipf
- Heinrich Gretler : Leu
- Robert Trösch : Meisterhans
- Zarli Carigietl : Schatzli
- Lisa della Casa : Vreneli
- Wolfgang Heinz : prisonnier de guerre